# Municipio de Cass (condado de White)
El municipio de Cass (en inglés: Cass Township) es un municipio ubicado en el condado de White en el estado estadounidense de Indiana. En el año 2010 tenía una población de 585 habitantes y una densidad poblacional de 6,24 personas por km².

## Geografía
El municipio de Cass se encuentra ubicado en las coordenadas 40°52′6″N 86°38′20″O / 40.86833, -86.63889. Según la Oficina del Censo de los Estados Unidos, el municipio tiene una superficie total de 93.74 km², de la cual 93,74 km² corresponden a tierra firme y (0 %) 0 km² es agua.

## Demografía
Según el censo de 2010, había 585 personas residiendo en el municipio de Cass. La densidad de población era de 6,24 hab./km². De los 585 habitantes, el municipio de Cass estaba compuesto por el 98,29 % blancos y el 1,71 % eran de una mezcla de razas. Del total de la población el 0,51 % eran hispanos o latinos de cualquier raza.